# Wolfshagen (Wüstung bei Sylda)
Wolfshagen ist eine Wüstung südlich von Sylda im Landkreis Mansfeld-Südharz im deutschen Bundesland Sachsen-Anhalt. Die Dorfflur ist deutlich im Süden der Syldaer Flur als Zipfel zu erkennen und bildete ein verschobenes Trapez.

## Geschichte
- Wolfshagen war eine Siedlung aus der deutschen Rodungszeit an einer wasserreichen Quelle.
- Um 1295 schenkten Albrecht (der Ältere) von Hackeborn, sein Sohn Albrecht (der Jüngere) von Hackeborn und Ludwig von Hackeborn dem Kloster Wiederstedt das Holz Wolfshagen bei Baderode.
- Neben Baderode, Ritterode, Iwerode, Endorf, Nieder-Welbsleben, Quenstedt und Wilrode wurde Wolfshagen, genannt Wulfeshaghen, aus der Herrschaft Arnstein durch die Grafen von Regenstein am 13. Juli 1387 an die Grafen von Mansfeld verkauft. Zu diesem Zeitpunkt muss es aber schon wüst gewesen sein.
- Im Lehnbrief des Herzogs Albrecht von Sachsen für die Grafen von Mansfeld am 26. Juli 1486 wurde Wolfshagen als Wulweshagen genannt.
- Am 9. Dezember 1518 belehnte Herzog Georg von Sachsen die Grafen von Mansfeld unter anderem mit Wolfshagen (genannt Wulffeshagen).
- Der Chronist Cyriacus Spangenberg meinte um 1570, dass Wolfshagen ein ziemlich Dorf gewesen ist. Er sah noch Dorfspuren wie Steine und alte Mauern.
- Wolfshagen wurde noch einmal um 1787 in einer Karte eingezeichnet.